# دوست (فلم هندي 1974)
دوست (بالهندية: दोस्त) (بالإنجليزية: Dost) بالعربية معناه صديق هو فيلم هندي تم إنتاجه عام 1974. تم إنتاج الفيلم من قبل بريمجي، وأخرجه دولال جوها. الفيلم من بطولة دارمندرا ديول، هيما ماليني، شاتروجان سينها، أسيت سين ورحمن. يظهر أميتاب باتشان كضيف. موسيقى الفيلم من تأليف لاكسميكانت-بياريلال.

## حبكة
معاناف هو طفل يتيم نشأ على يد الكاهن الكاثوليكي الأب فرانسيس. بعد الانتهاء من دراسته للماجستير، يعود إلى منزله في تارن ديفي ويكتشف أن معلمه قد مات. ينتقل إلى بومباي بالقطار، ويحاول رجل يُدعى جوبيتشاند شارما سرقة أمتعته، لكن ماناف يطارده ويستردها. يصبح الرجال أصدقاء، على الرغم من اختلافاتهم - ماناف يريد أن يعيش حياة شريفة، وغوبيشاند، الذي انفصل عن زوجته الممرضة كالياني، وابنه مونا، مدمن كحول ولص. يغير جوبيتشاند في النهاية نمط حياته، ويقرر أن يكون صادقًا، ويتصالح مع عائلته، لكنه ينتهي به الأمر إلى إثارة عداوة زعيم الجريمة، مونتو سردار، الذي يقطع يده اليمنى. ماناف يحصل له على وظيفة في شركة هيركوليس للأطعمة الحليبية. يلتقي معاناف مع كاجال جوبتا، ابنة مالك شركة هيركوليس للحليب والأغذية، ويقع في حبها، مما يثير استياء والدها، الذي يريدها أن تتزوج من شيامال. ثم في يوم من الأيام يختفي ماناف من حياة جوبيتشاند وكاجال. ينتقل إلى شيملا وهناك يعلم أن الأمور خرجت عن السيطرة حيث تم القبض على جوبيتشاند بتهمة تسويق حليب مجفف ملوث مما أدى إلى وفاة مئات الأطفال. يقرر معناف العودة إلى بومباي ويحاول فهم سبب ارتكاب جوبيتشاند لهذه الجريمة.

## الممثلون
- دارمندرا ديول في دور ماناف
- هيما ماليني في دور كاجال "كاجو" جوبتا
- شاتروجان سينها في دور جوبيتشاند "جوبي" شارما
- أميتاب باتشان في دور أناند (ظهور ضيف، غير مذكور في القائمة)
- رافيندرا كابور في دور شيامال
- كانهايالال في دور جادي بابو
- أنور حسين في دور الأستاذ مونتو سردار
- أبهي باتاتشاريا في دور الأب فرانسيس
- رامايان تيواري، خادم جوبتا السابق الذي تم إطلاق سراحه من السجن
- كوماري ناز في دور كالياني شارما
- ماستر بانتي في دور مونا شارما
- راجو في دور راجيش "راجو" جوبتا
- ماروتي راو في دور أكبر
- رحمن في دور السيد غوبتا (والد كاجال).
- إتش إل بارديسي في دور اللص الصغير
- هينا كوسار في دور بيندو (مثل هينا كوسار)
- راج ميهرا مفوضًا للشرطة
- أسيت سين في دور مفتش الشرطة الذي ألقى القبض على كاجال
- ساتيندرا كابور في دور الأب ريبيلو (مثل ساتيندرا كابور)
- تشاند عثماني في ظهور ضيف
- جاغديش راج في دور مفتش الشرطة الذي قام بزيارة السيد جوبتا بعد وفاة شيامال (غير مذكور)

## الموسيقى التصويرية
| رقم | عنوان                  | المغني(ون)                                |
| --- | ---------------------- | ----------------------------------------- |
| 1   | "كايس جيتي هاين بهالا" | محمد رفيع، لاتا مانغيشكار، شاتروجان سينها |
| 2   | "آ باتا دي"            | محمد رفيع، لاتا مانغيشكار، شاتروجان سينها |
| 3   | "غاادي بولا راهي هاي"  | كيشور كومار                               |
| 4   | "دنيا جاب جالتي هاي"   | لاتا مانغيشكار                            |

## روابط خارجية
- مقالات تستعمل روابط فنية بلا صلة مع ويكي بيانات